# František Petráš
František Petráš (20. září 1885 Zubčice – 4. dubna 1976 Český Krumlov) byl projektant, stavitel a významná architektonická osobnost jižních Čech. Vynalezl a nechal si patentovat duté cihly, takzvané petrášky.

## Život
Po absolvování učení v oboru zednictví v Českých Budějovicích pokračoval ve svém vzdělávání na Stavební průmyslové škole v Praze, kde úspěšně absolvoval stavitelské zkoušky. Mezi lety 1918 a 1945 se aktivně věnoval stavitelství a projektování. Od roku 1920 se stal spoluvlastníkem stavební společnosti Bratři Petrášové v Českých Budějovicích, společně se svými bratry Petrem, Václavem a Ludvíkem. Tato společnost působila až do svého zániku v roce 1946. Petrášův profesní přínos zahrnoval široké spektrum architektonických stylů, počínaje kubismem a pokračující funkcionalismem.

## Dílo
Mezi jeho významné projekty patří vlastní dům, tzv. vila Františka Petráše v Dukelské ulici čp. 25, postavený podle jeho vlastního projektu. Tento dům se vyznačoval použitím červených tašek v kombinaci s bílými okenními rámy a cihlami, známými jako "petrášky". Ohrazení bylo zkomponováno z keramických sloupků, betonu a dřevěných výplní, což přispělo k jeho unikátnímu vzhledu. Inspirací pro tento projekt bylo holandské cihelné stavitelství, přičemž Petráš mohl čerpat i z děl architekta Michaela de Klerka.
Dalším významným dílem byla vila postavená v roce 1919 pro Josefa a Terezii Stroblovi v Tylově ulici čp. 23. Při této stavbě se musel Petráš přizpůsobit omezené velikosti pozemku a umístil dům na obdélníkový půdorys využitím severního kraje pozemku.
Ve dvacátých letech 20. století se Petráš postupně začal odchylovat od zcela neomítnutých cihelných fasád k propojení omítnutého a neomítnutého zdiva. Příkladem je projekt obchodního domu pro Otakara a Jaroslava Rosenfeldovi v Hroznové ulici čp. 2, kde byl ovlivněn architekturou Jana Kotěry. Kotěrův vliv lze pozorovat i u stavby nájemního domu v ulici Čechova čp. 36 pro stavební družstvo Havlíček. Tímto způsobem Petrášovy realizace spojovaly moderní prvky s prvky klasického stylu, vytvářející harmonický a funkční prostor.
Odborně se po 1947 podílel na záchraně domů v historickém jádru města Český Krumlov.

### Významné realizace
- Obchodní dům v Hroznové ulici č. 2, České Budějovice (1923)
- Rodinné vily v Dukelské ulici č. 25 (1922) a č. 95, České Budějovice (1938)
- Blok obytných domů stavebního družstva Havlíček v ulici Roháče z Dubé a Čechově ulici, České Budějovice na počátku 20. let
- Sokolovna v Českých Budějovicích (1932—1947)
- Českobudějovická záložna (1935—1936)
- Obchodní dům Brouk a Babka, České Budějovice (1935)
- Vila v Dukelské ulici č. 80, České Budějovice (1934)
- Podíl na záchraně domů v historickém jádru města Český Krumlov po roce 1947

## Cihly Petrášky
V roce 1921 získal patent na vynález duté cihly ve tvaru písmene T s příčnými dutinami v řezu. Tento inovativní design cihly, jejíž nízká hmotnost byla dosažena přidáním lehkého lignitu do hlíny během výrobního procesu, přinesl značný pokrok v oblasti stavebnictví. Tento vynález byl vyznamenán na Expozici mezinárodní architektury v Gentu v roce 1921 a v roce 1922 v Turíně, což svědčí o jeho významu a přínosu pro oblast stavebnictví nejen v České republice, ale i ve světovém měřítku.

## Galerie

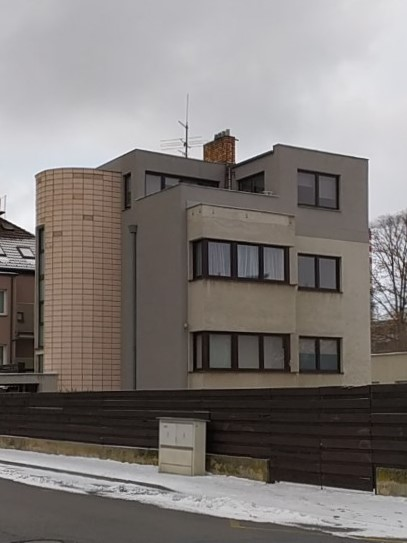
Vila v Havlíčkově kolonii
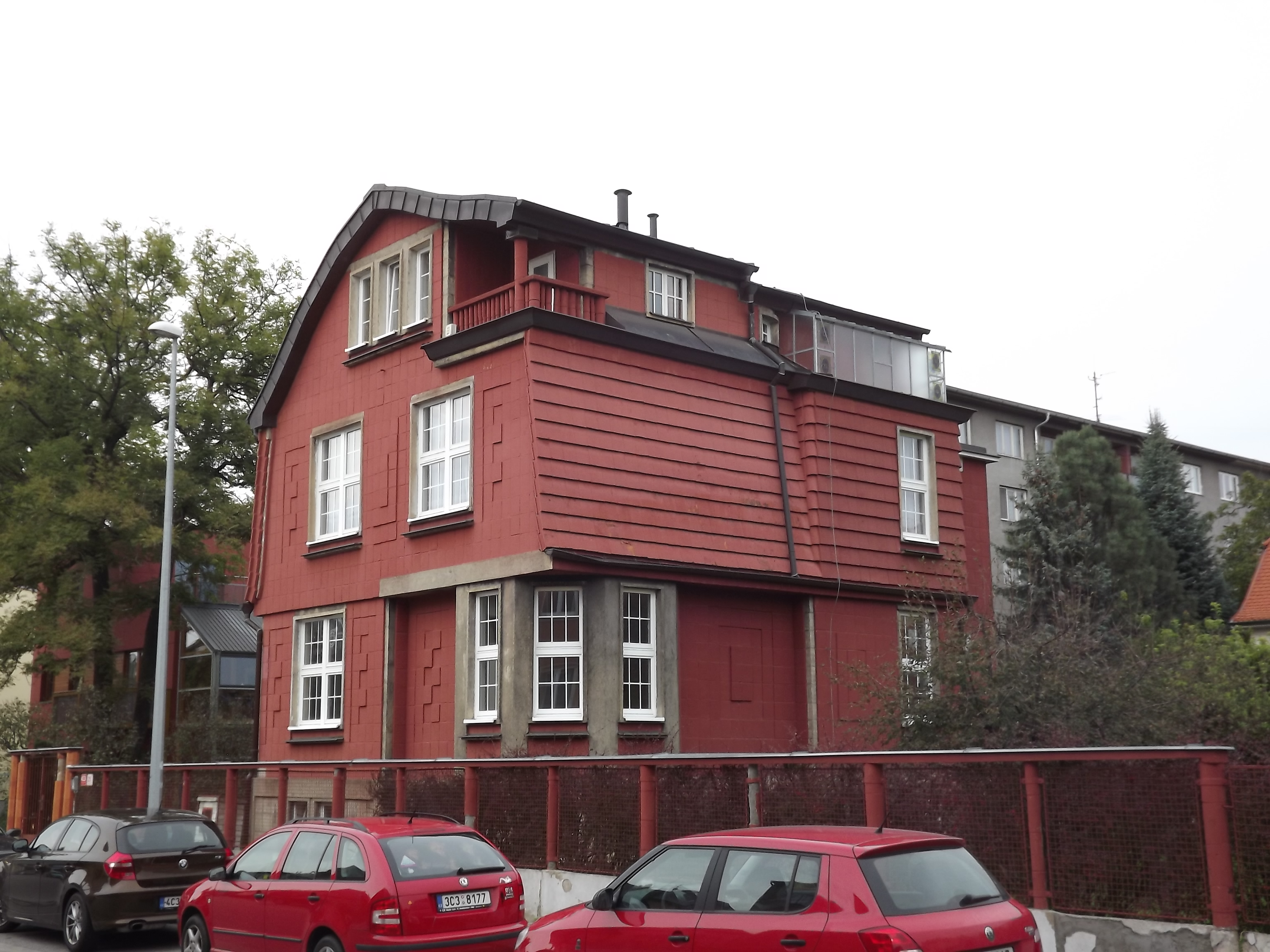
Vila Františka Petráše v Dukelské ulici
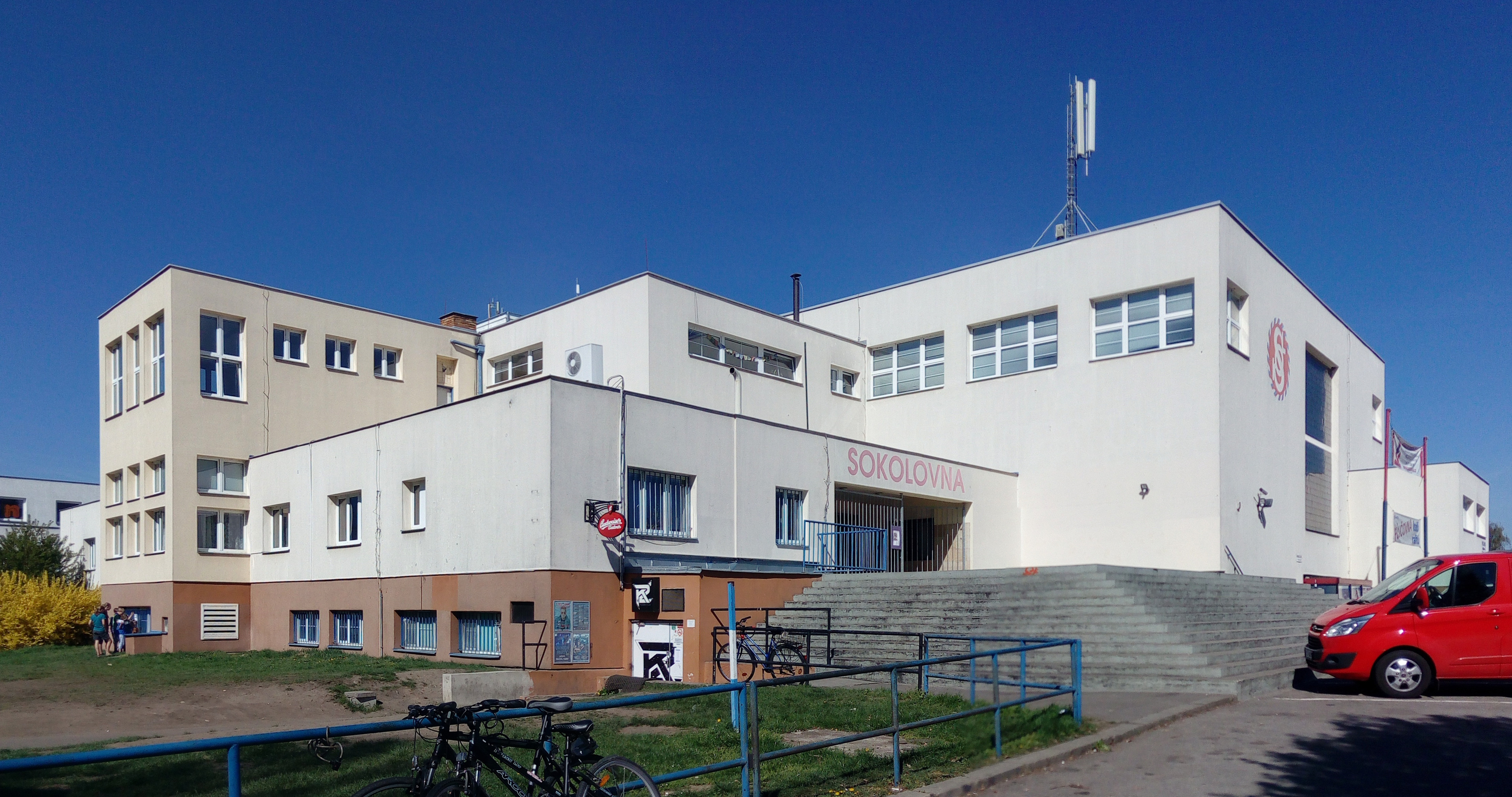
Sokolovna v Českých Budějovicích
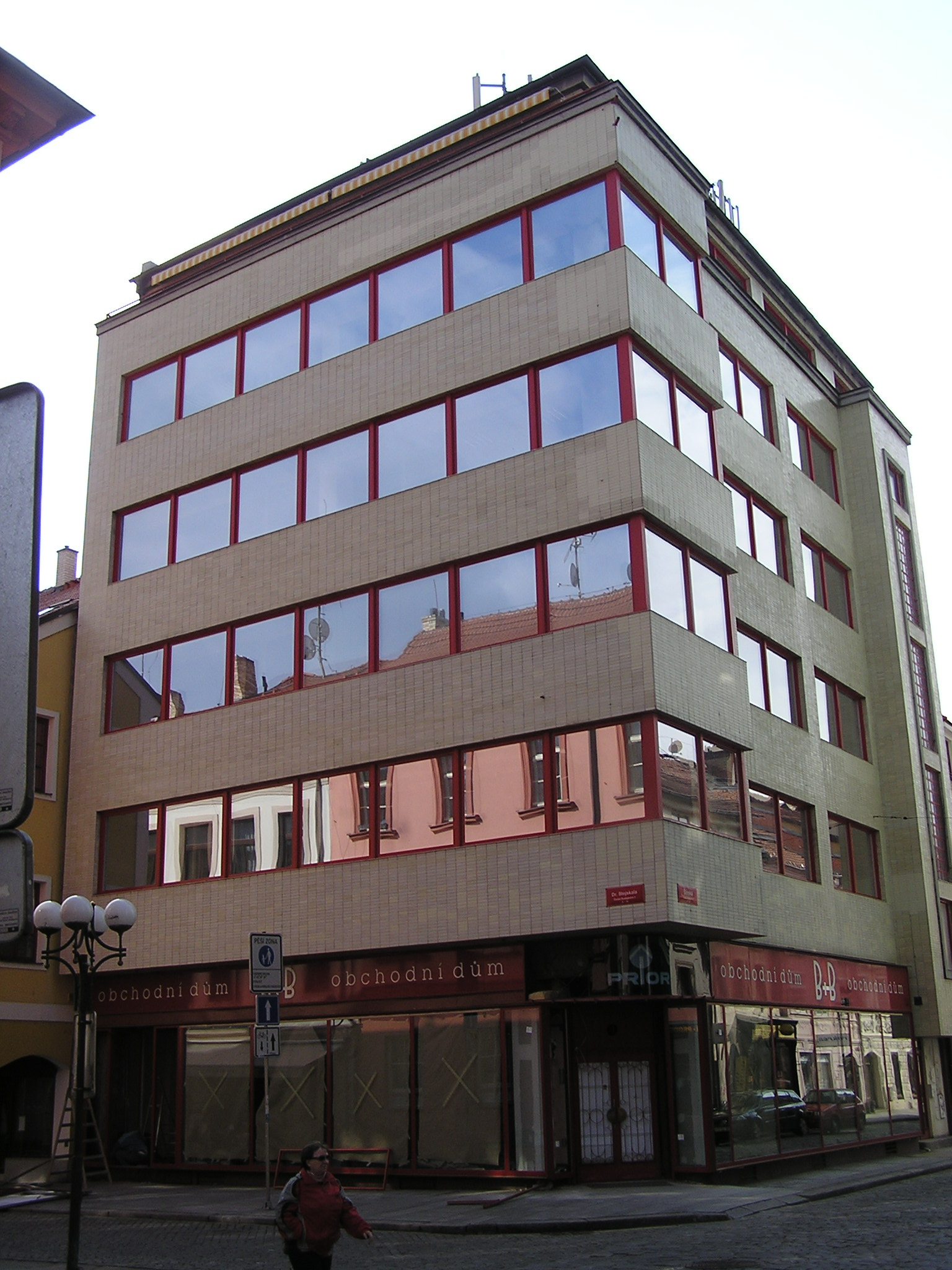
Obchodní dům Brouk a Babka v Českých Budějovicích
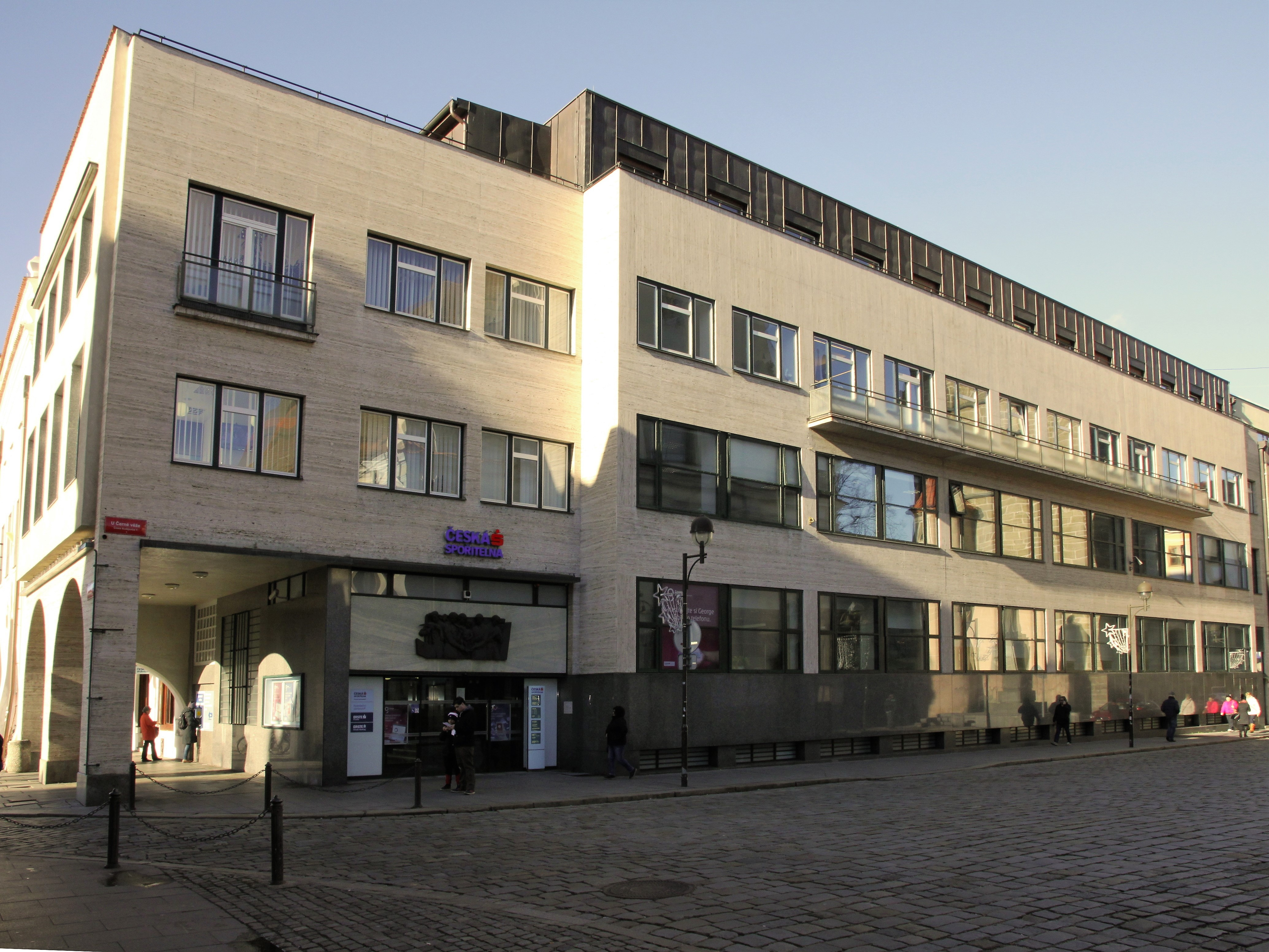
Českobudějovická záložna